# The Widow
The Widow est une série télévisée britannique créée par Harry et Jack Williams, mise en ligne le 1er mars 2019 sur Prime Video, incluant les pays francophones, et diffusée à la télévision britannique du 8 au 30 avril 2019 sur le réseau ITV.

## Synopsis
Une femme enquête sur la disparition de son mari dans un accident d'avion en République démocratique du Congo.

## Distribution
- Kate Beckinsale (VF : Laura Blanc) : Georgia Wells
- Charles Dance (VF : Guy Chapellier) : Martin Benson
- Ólafur Darri Ólafsson : Ariel Helgason
- Alex Kingston : Judith Gray (7 épisodes)
- Shalom Nyandiko : Adidja (7 épisodes)
- Matthew Le Nevez : Will (7 épisodes)
- Matthew Gravelle (VF : Jérémy Bardeau) : Joshua (6 épisodes)
- Babs Olusanmokun : General Azikiwe (6 épisodes)
- Luiana Bonfim : Gaëlle Kazadi (6 épisodes)
- Réginal Kudiwu : Djamba (6 épisodes)
- Louise Brealey (VF : Nathalie Kanoui) : Beatrix (5 épisodes)
- Jacky Ido : Emmanuel (épisodes 1 et 2)
- Howard Charles : Tom (épisodes 3 à 5)
- Dorothy Ann Gould (VF : Colette Marie) : Jenny Benson (épisode 3)
- Siobhan Finneran (VF : Brigitte Berges) : Sally Newell (alias Siobhan Machartel) (épisodes 5 et 6)

 Source et légende : version française (VF) sur RS Doublage

## Production
La série est une coproduction de la chaîne britannique ITV et d'Amazon Video. La série a été tournée en Afrique du Sud, au Pays de Galles et à Rotterdam.

## Épisodes
1. Mister Tequila (Mr Tequila)
2. Le Lion vert (Green Lion)
3. Les Survivants (The Survivors)
4. Violet (Violet)
5. Poteza (Poteza)
6. La Toile et l'araignée (The Spider and the Web)
7. Will (Will)
8. Nigel (Nigel)